# Laurent-Désiré Kabila
Laurent-Désiré Kabila (ur. 27 listopada 1939 w Baudoinville, zm. 16 stycznia 2001 w Kinszasie) – kongijski wojskowy i polityk, prezydent Demokratycznej Republiki Konga od 17 maja 1997 do 16 stycznia 2001.

## Życiorys
Urodził się jako członek plemienia Luba w mieście Jadotville (obecnie Likasi) w prowincji Katanga, w Kongu Belgijskim. Studiował filozofię polityczną we Francji, Jugosławii (na Uniwersytecie Belgradzkim) oraz uczęszczał na Uniwersytet Dar es Salaam. W Tanzanii poznał przyszłego prezydenta Ugandy Yoweri Museveniego. W 1960 roku został liderem młodzieżówki partii sprzymierzonej z Patrice’em Lumumbą. W 1961 roku rząd Lumumby został obalony w zamachu stanu przez wspieranego przez Stany Zjednoczone Josepha Mobutu. Kabila na wieść o puczu zbiegł na niziny Ruzizi i tam zaczął organizować zbrojny opór względem nowego rządu. Prowadził operacje wojskowe na wschodzie kraju. W 1965 roku jego partyzanckie zgrupowanie zasilił światowej sławy rewolucjonista Che Guevara. Rewolucjonista pojawił się w Kongu z około setką żołnierzy, planując wprowadzić w Kongu rewolucję w stylu kubańskim. Zdaniem Che Guevary, Kabila (wtedy 26-letni) nie był odpowiednim człowiekiem dla jego planów, stąd też ostatecznie poparł on inny ruch partyzancki.
W 1965 roku z kryzysu kongijskiego wyszedł zwycięsko Mobutu, który zmienił nazwę kraju na Zair i zaprowadził dyktatorskie rządy. Działalność Kabili od połowy lat 60. do połowy 90. częściowo była owiana tajemnicą. W 1967 roku utworzył Rewolucyjną Partię Ludową, a przy wsparciu Tanzanii i Zambii rozpoczął bunt przeciwko Mobutu. Na początku lat 70. jego ugrupowanie ustanowiło w rejonie Kiwu własną marksistowską strefę. Rządy Kabili w Kiwu utrzymywały się dzięki wydobyciu złota i handlu kością słoniową. W 1977 roku przeprowadził się do Dar es Salaam skąd koordynował walkę partyzancką i zajmował się handlem złotem. W latach 80. uczestniczył w powstaniu w prowincji Shaba (ówczesna nazwa Katangi). Po jego klęsce przebywał w Zambii, Tanzanii i Rwandzie. Do ojczyzny powrócił w połowie lat 90. Stanął na czele opozycyjnej formacji Sojusz Sił Demokratycznych na rzecz Wyzwolenia Konga. Przewodził siłom opozycyjnym w I wojnie domowej w Kongu zakończonej zwycięstwem jego oddziałów. 17 maja 1997 ogłosił się prezydentem oraz szefem rządu i nadał państwu nazwę Demokratyczna Republika Konga.
W swoich rękach skupił pełnię władzy wykonawczej, ustawodawczej i wojskowej. Od 1998 roku zmagał się z drugą wojną domową i interwencjami wojsk Ugandy i Rwandy. W styczniu 2001 roku Kabila został postrzelony w zamachu dokonanym bezpośrednio przez swojego osobistego ochroniarza – wydarzenie to było częścią nieudanego zamachu stanu. 18 stycznia 2001 rząd kongijski potwierdził, że Kabila zmarł na skutek poniesionych ran. Urząd prezydenta objął syn Laurenta, Joseph Kabila.